# 라샤미 데사이
라샤미 데사이(힌디어: रश्मि देसाई, 1986년 2월 13일 ~ )는 인도의 배우이다.